# Kurt von Plettenberg

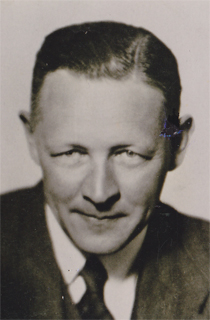
Kurt von Plettenberg (1930)

Kurt Freiherr von Plettenberg (31 de janeiro de 1891 - 10 de março de 1945) foi um guarda florestal alemão, oficial de cavalaria e membro da Resistência Alemã (Widerstand). Ele esteve envolvido nos preparativos para o complô de 20 de julho, uma tentativa de assassinar Adolf Hitler, Führer do Terceiro Reich. Plettenberg pertencia ao círculo de amigos íntimos que incluía Claus Schenk Graf von Stauffenberg, Johannes Popitz, Ludwig Beck, Ulrich von Hassell, Carl-Hans Graf von Hardenberg e Fabian von Schlabrendorff.

## Família
Plettenberg descendia de uma família aristocrática da Westfália, na Alemanha. Seu pai era Karl von Plettenberg (1852-1938). Ele era casado com Arianne Freiin von Maltzahn, com quem teve duas filhas e um filho.

## Vida
Nascido em Buckeberg, Kurt Freiherr von Plettenberg estudou direito e silvicultura nas universidades de Kiel, Lausanne, Hannoversch Münden, Berlim, Munique e Eberswalde. Seus estudos foram temporariamente interrompidos pela Primeira Guerra Mundial. Ele se tornou diretor florestal regional no Departamento de Florestas do Reich. Em 1937, ele renunciou ao serviço florestal a seu próprio pedido, porque as prescrições políticas do regime nacional-socialista estava em conflito com suas opiniões.
No cargo de camareiro da corte, ele administrou a propriedade da antiga casa real de Schaumburg-Lippe. Convocado em 1939, ele se destacou no serviço como líder de batalhão e comandante de um regimento subsidiário do Regimento de Infantaria 9. No final de 1941, ele se tornou plenipotenciário da antiga família real prussiana. Kurt von Plettenberg foi preso no início de março de 1945. Para evitar trair seus amigos sob tortura, ele se jogou de uma janela do terceiro andar da "prisão domiciliar" da Gestapo na Rua Prince Albrecth, n.º 8,  em Berlim.